# Episodi di Praxis Bülowbogen (seconda stagione)
La seconda stagione della serie televisiva Praxis Bülowbogen è stata trasmessa in anteprima in Germania dalla Das Erste tra il 1989 e il 1990.
| nº | Titolo originale                    | Titolo italiano | Prima TV Germania | Prima TV Italia |
| -- | ----------------------------------- | --------------- | ----------------- | --------------- |
| 1  | So schnell heilt keine Wunde        | inedito         | ottobre 1989      | inedito         |
| 2  | Entthronungen                       | inedito         | 1989              | inedito         |
| 3  | Sieg auf der ganzen Linie           | inedito         | 1989              | inedito         |
| 4  | In letzter Sekunde                  | inedito         | 1989              | inedito         |
| 5  | Schuldgefühle                       | inedito         | 1989              | inedito         |
| 6  | Wahre Freunde                       | inedito         | 1989              | inedito         |
| 7  | Die Entführung                      | inedito         | 1989              | inedito         |
| 8  | Ein übler Trick                     | inedito         | 1989              | inedito         |
| 9  | Video und Wirklichkeit              | inedito         | 1989              | inedito         |
| 10 | Ein Herz und eine Seele             | inedito         | 1989              | inedito         |
| 11 | Trennungen                          | inedito         | 1990              | inedito         |
| 12 | Schwarze Nelke                      | inedito         | 1990              | inedito         |
| 13 | Die letzte Fahrt                    | inedito         | 1990              | inedito         |
| 14 | Kein Stoff, aus dem die Träume sind | inedito         | 1990              | inedito         |
| 15 | Berties Schatz                      | inedito         | 1990              | inedito         |
| 16 | Unerwartete Begegnungen             | inedito         | 1990              | inedito         |
| 17 | Wer nicht hören will...             | inedito         | 1990              | inedito         |
| 18 | Tretmühle                           | inedito         | 1990              | inedito         |
| 19 | Triosonate                          | inedito         | 1990              | inedito         |
| 20 | Freiwild                            | inedito         | 1990              | inedito         |
| 21 | In der Sackgasse                    | inedito         | 1990              | inedito         |